# Восточный театр военных действий Гражданской войны в США
Восто́чный теа́тр вое́нных де́йствий Гражда́нской войны́ в США (англ. Eastern Theater of the American Civil War) — территория штатов Виргиния, Западная Виргиния, Мэриленд и Пенсильвания, а также Округ Колумбия, береговые укрепления и морские порты Северной Каролины.
События на Восточном театре стали наиболее известными в истории Гражданской войны. Даже не столько из-за их стратегического значения, сколько из-за их приближенности к столицам обеих противоборствующих сторон, большим населенным пунктам и основным печатным изданиям. Внимание как северян, так и южан, было приковано к грандиозному противостоянию Армии Северной Виргинии (КША) под командованием Роберта Ли и Потомакской Армии США. Самое кровопролитное сражение войны (Битва при Геттисберге) и самый кровавый день войны (Сражение при Энтитеме) произошли именно на Восточном театре войны. Обе столицы, Вашингтон и Ричмонд, были либо атакованы, либо осаждены. Этот фронт был очень важен для Юга, поскольку полномасштабное наступление на Север и последующее взятие столицы США ознаменовало бы полную военную победу Юга и склонение Линкольна к мирному соглашению, выгодному Конфедерации.
Территория этого театра военных действий ограничена горами Аппалачи с запада и Атлантическим океаном с востока. Подавляющее большинство сражений произошло на 150-ти километровом участке территории между Вашингтоном и Ричмондом. Физические особенности местности давали конфедератам преимущество в обороне, потому что здесь протекает большое количество рек строго в направлении с запада на восток и это существенно затрудняло северянам продвижение и снабжение войск. Преимущество же северян было в контроле морских коммуникаций и крупных рек, что позволяло армиям, стоящим у побережья, получать подкрепления и провизию.

## Основные командующие армиями
Генерал-лейтенант Улисс Грант () 

Генерал-майор Джордж Макклеллан () 

Генерал-майор Джон Поуп () 

Генерал-майор Эмброуз Бернсайд () 

Генерал-майор Джозеф Хукер () 

Генерал-майор Джордж Мид () 

Генерал Роберт Ли () 

Генерал Пьер Борегар () 

Генерал Джозеф Джонстон () 

Генерал-лейтенант Джеймс Лонгстрит () 

Генерал-лейтенант Томас Джексон () 

Генерал-лейтенант Джубал Эрли () 